# Harskirchen
 Harskirchen (en alsacià Hàrschkírich) és un municipi francès, situat a la regió del Gran Est, al departament del Baix Rin. L'any 1999 tenia 847 habitants.
Forma part del cantó d'Ingwiller, del districte de Saverne i de la Comunitat de comunes de l'Alsace Bossue.

## Demografia
| 1962 | 1968 | 1975 | 1982 | 1990 | 1999 |
| ---- | ---- | ---- | ---- | ---- | ---- |
| 721  | 742  | 811  | 821  | 871  | 847  |

## Administració
| Període   | Identitat         | Partit |
| --------- | ----------------- | ------ |
| 1959-1995 | Louis Jung        |        |
| 1995-     | Bernard Schaeffer |        |